# Kurilské jezero
Kurilské jezero (rusky Курильское озеро) je sopečné jezero uvnitř velké kaldery na jihu poloostrova Kamčatka v Kamčatském kraji v Rusku. Má rozlohu 77,1 km². Průměrnou hloubku má 176 m a maximální 316 m.

## Pobřeží
Leží ve sníženině mezi sopkami Ilčinskou (na severovýchodě) a Kambalnajou (na jihozápadě). Průměrná teplota u břehu je v září 7,6 °С a maximální 10,8 °С.
V jezeře jsou lávová jezera, nejznámější jsou Srdce Alaidu, Čajačij, Nizkij a Samanské ostrovy.

## Vodní režim
Zdrojem vody jsou sněhové a dešťové srážky. Rozsah kolísání hladiny je 1,3 m. Nejvyšší úrovně dosahuje v květnu až červnu a nejnižší v dubnu. Z jezera odtéká řeka Ozjornaja (úmoří Ochotského moře)

## Historie
Kurilské jezero vzniklo před více než 8 tisíci lety v důsledku silné erupce a následného poklesu zemské kůry. Vědci se domnívají, že erupce tvořící kalderu u Kurilského jezera byla největší erupcí na Kamčatce během holocénu.
První z Rusů, kteří navštívili jezero, byli kozáci v čele s R. Presněcovem v roce 1703. Jezero pojmenoval v roce 1711 kozácký objevitel Ivan Petrovič Kozyrevskij. První popis jezera sestavil v roce 1740 německý geograf Georg Wilhelm Steller během Velké severní expedice. V letech 1908 a 1909 provedla Rjabušinského expedice podrobnou hydrografickou studii jezera.
Dne 12. srpna 2021 se na jezeře zřítil ruský transportní vrtulník Mil Mi-8 s turisty, v důsledku havárie zemřelo osm lidí.

## Legenda o jezeře
Existuje legenda, že lidé, kteří zde kdysi žili, byli svědkem katastrofických erupcí. Kdysi dávno na místě jezera stála Vysoká hora, tak vysoká, že bránila slunci okolním horám, čímž vyvolala jejich nelibost a hádky. Nakonec se Vysoká hora zvedla a odkráčela do Ochotského moře a na jejím místě vzniklo Kurilské jezero. Stezka, kterou po sobě Vysoká hora zanechala, je dnešní řeka Ozjornaja.
Ta Vysoká hora je dnešní sopka Alaid na Atlasovově ostrově. A hora nechala uprostřed nového jezera své srdce, proto se největší ostrov Kurilského jezera jmenuje Srdce Alaidu.

## Fauna a flóra

### Fauna
Jezero je unikátním biosystémem a jedním z největších míst tření lososů v Asii - lososa nerky. Počet lososů v jezeře se pohybuje od 2 do 6 milionů jedinců a to láká predátory, zejména medvědy. Na březích jezera je více než 200 medvědů hnědých, vydry říční a lišky, které se živí lososy. Lov medvědů je zde zakázán, medvědi se proto lidí nebojí.
Kurilské jezero je největším zimovištěm dravců, žije zde až 700 orlů mořských a asi 50 orlů skalních. Dále zde žije několik tisíc párů racků velkozubých.

### Flóra
Ruští vědci popsali asi 430 druhů bylin, keřů a stromů, které dobře rostou na úrodných půdách jezera. Břehy jezera jsou hustě porostlé vrbami a lesy olší a zakrslých borovic.